# Charles D. Sherwood

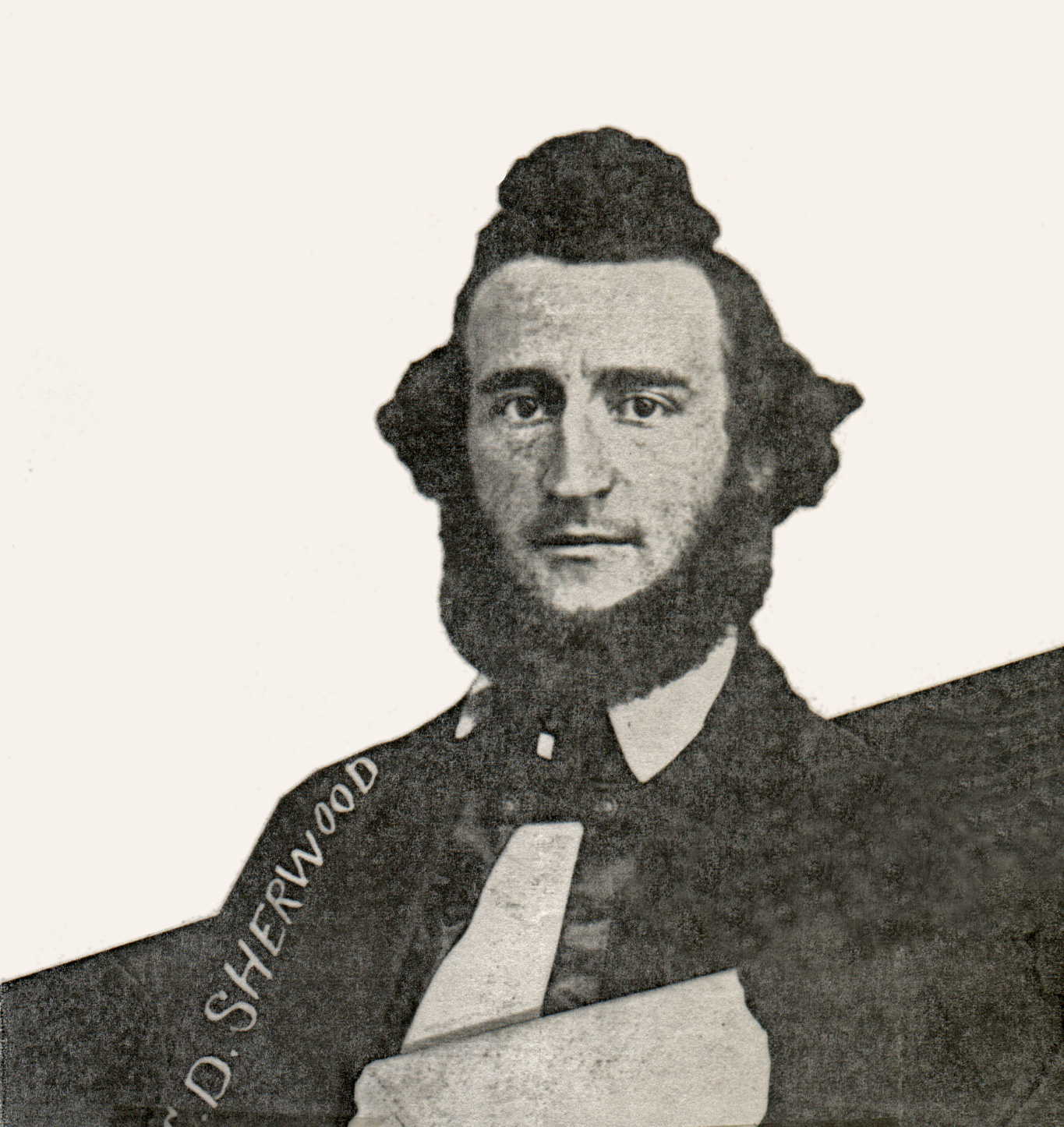
Charles D. Sherwood

Charles Daniel Sherwood (* 18. November 1833 in New Milford, Connecticut; † 5. Juli 1895 in Chicago, Illinois) war ein US-amerikanischer Politiker. Zwischen 1864 und 1866 war er Vizegouverneur des Bundesstaates Minnesota.

## Werdegang
Charles Sherwood studierte zunächst Medizin und praktizierte dann als Arzt. Nach einem Jurastudium und seiner Zulassung als Rechtsanwalt begann er dann in diesem Beruf zu arbeiten. Außerdem war er im Zeitungsgeschäft sowie als Farmer tätig. Seit 1855 war er in Minnesota ansässig. Politisch schloss er sich der Republikanischen Partei an. Zwischen 1859 und 1861 sowie nochmals im Jahr 1863 saß er als Abgeordneter im Repräsentantenhaus von Minnesota, dessen Speaker er im Jahr 1863 als Nachfolger von Jared Benson war.
1863 wurde er an der Seite von Stephen Miller zum Vizegouverneur von Minnesota gewählt. Dieses Amt bekleidete er zwischen 1864 und 1866. Dabei war er Stellvertreter des Gouverneurs und Vorsitzender des Staatssenats. Er war damals auch an der Eisenbahnerschließung seines Staates beteiligt. Im Jahr 1878 zog Charles Sherwood in das Franklin County in Tennessee, wo er die nach ihm benannte Stadt Sherwood gründete. In seiner neuen Heimat wurde er auch Präsident der 1878 gegründeten Tennessee Immigration and Land Company. 1895 begab er sich aus gesundheitlichen Gründen zur Behandlung nach Chicago. Dort beging er am 3. Juli dieses Jahres Selbstmord, indem er sich ertränkte.